# Capo (Fußball)
Capo (italienisch für Haupt) ist die Bezeichnung für einen Vorsänger der Ultra-Fans im Fußball. Seine Funktion ist es, Fangesänge anzustimmen und vor allem in entscheidenden Spielphasen die nötige Stimmung aufzubauen. Oft teilen sich in einer Fankurve bis zu vier Capos diese Aufgabe.

## Funktion in der Fanszene

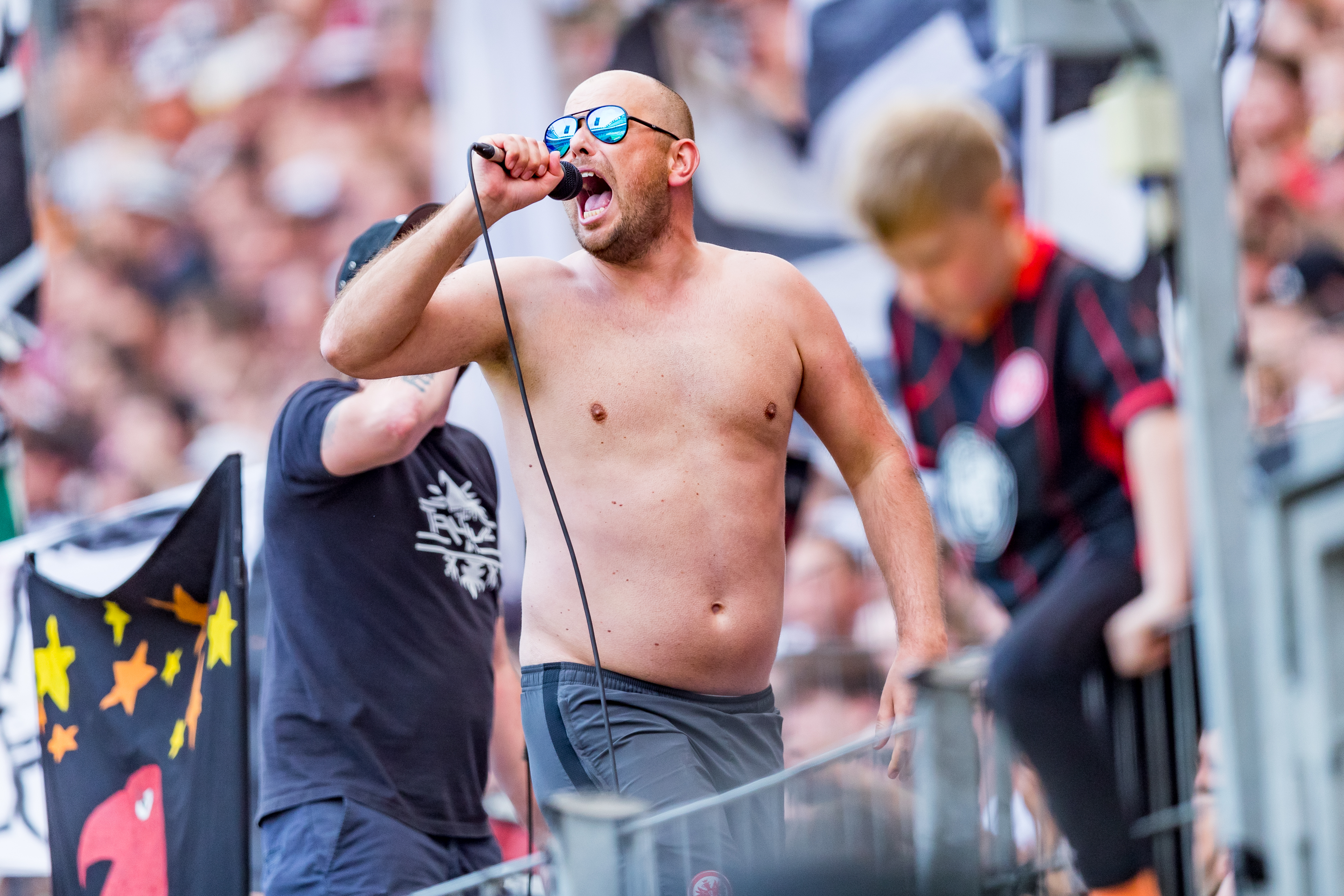
Capo von Eintracht Frankfurt

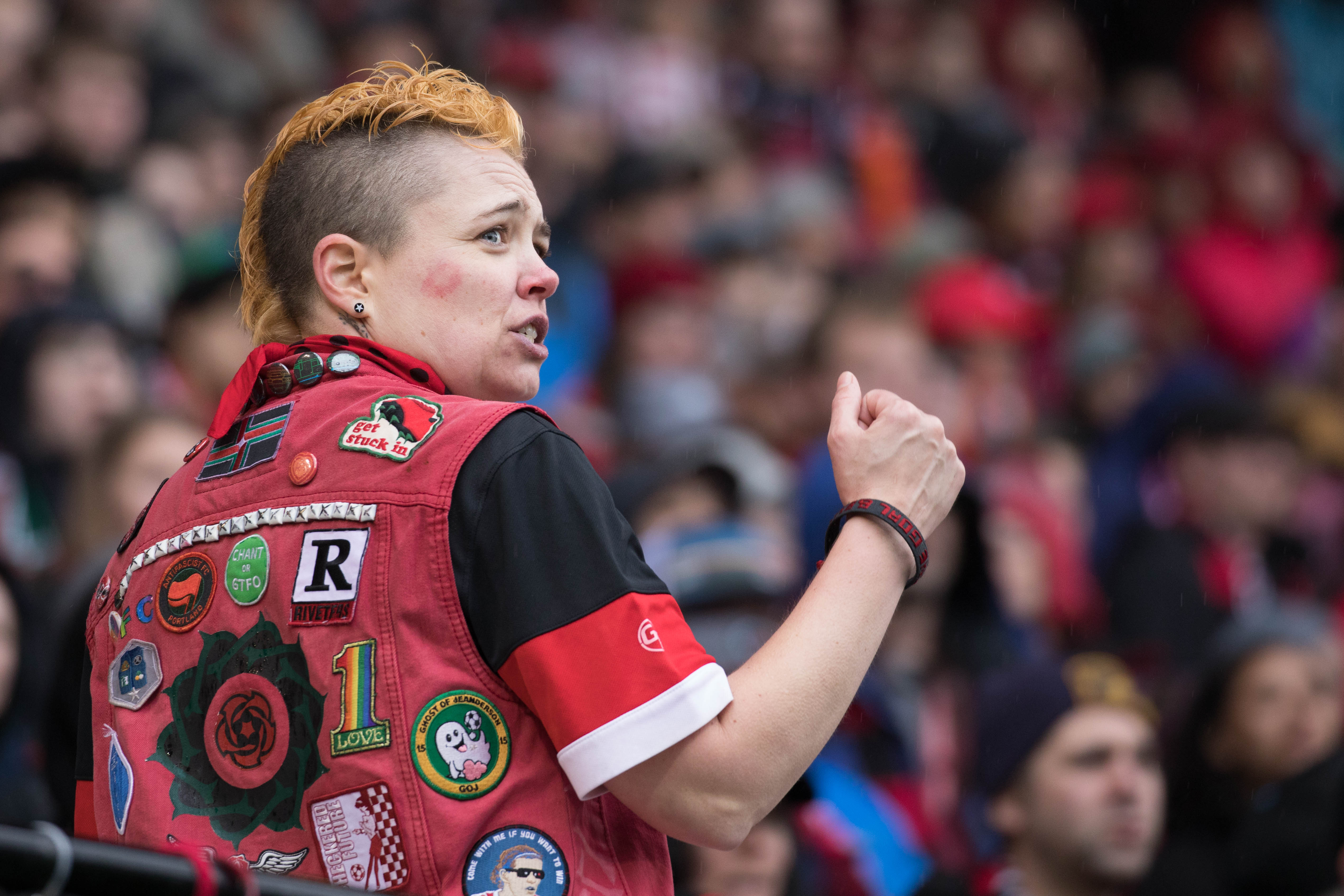
Capo der Portland Thorns

Capos stehen in der Regel mit dem Gesicht zum Fanblock gewandt und verfolgen das Spiel deshalb nur teilweise. Sie dirigieren Gesänge, Rufe, das Schwenken von Fahnen und das rhythmische Klatschen ihrer Kurve. Um sich Gehör zu verschaffen, setzen sie häufig Trommeln, Megafone oder andere Verstärker ein. Sie zeigen daneben oft viel Körpereinsatz, um die Fans zum Mitmachen zu animieren.
Capos begleiten ihre Fangruppen oft jahrelang, sowohl zu Heim- als auch zu Auswärtsspielen. Die Funktion des einzelnen Capos unterscheidet sich dabei stark von Verein zu Verein. Während manche Capos ihre Motivation vor allem aus dem sozialen Kontext ziehen, äußern sich andere auch prominent zu sport- und vereinspolitischen Fragen, zum Beispiel gegenüber den Medien oder den Vereinen. Vereinzelt sind Capos auch in Vereinsgremien zu finden, beispielsweise in Aufsichtsräten oder als Fanbeauftragte. Mit Kay Bernstein wurde 2022 ein früherer Capo der Harlekins Berlin zum Vereinspräsidenten von Hertha BSC gewählt. Im Oktober 2024 wurde der Gründer der Ultragruppe Suptras Rostock und frühere Capo Sebastian Eggert zum neuen Aufsichtsratsvorsitzenden von Hansa Rostock gewählt. Beim Hamburger SV stieg im Juni 2025 mit Henrik Köncke ein ehemaliger Capo zum Vereinspräsidenten auf.
In Italien sind Capos mehrfach Opfer gezielter Mordanschläge geworden, so ein Capo von Lazio Rom (2019) und ein Capo von Inter Mailand (2022).
Beiden wurden Verbindungen zur organisierten Kriminalität nachgewiesen. Im Jahr 2024 wurden neben 17 anderen Ultras auch die Capos von Inter Mailand und AC Mailand, Luca Lucci und Renato Bossetti, von der italienischen Polizei verhaftet. Ihnen werden Verstrickungen mit der Mafia vorgeworfen.

## Begriffsgeschichte
Der Begriff geht auf die organisierten Fanstrukturen Italiens zurück, die sich dort seit den 1950er-Jahren entwickelten. Aus der italienischen Fanszene verbreiten sich die Ultras seit den 1990er-Jahren weltweit. Als sich 1997 in Frankfurt die erste Ultra-Gruppe Deutschlands bildete, trat auch zum ersten Mal in Deutschland ein Capo in Erscheinung. Heute gibt es Capos auch in den Fußballligen Amerikas und bis nach Ostasien.
Der Begriff findet sich auch in anderen Zusammenhängen, wie zum Beispiel in der US-amerikanischen Mafia (Caporegime). Der italienische Diktator Benito Mussolini wurde Capo del Governo (‚Kopf der Regierung‘) genannt. In Konzentrationslagern in der Zeit des Nationalsozialismus waren Kapos Funktionshäftlinge, denen die Lagerleitung Hilfsaufgaben übertragen hatte.